# Clavularia alba
Clavularia alba is een zachte koraalsoort uit de familie Clavulariidae. De koraalsoort komt uit het geslacht Clavularia. Clavularia alba werd in 1888 voor het eerst wetenschappelijk beschreven door Grieg. 